# The Forum Shops at Caesars
The Forum Shops at Caesars es un centro comercial de 58.993 m², que está conectado al hotel Caesars Palace en Las Vegas Strip, Las Vegas, Nevada. Construido como una extensión más del casino en el Caesars Palace, éste fue el primer centro comercial de destino en el Strip. Es uno de los centros comerciales más exitosos en los Estados Unidos y el de más altos ingresos en América, superando a Rodeo Drive en Beverly Hills.[cita requerida]
Este centro comercial se jacta en una atmósfera que simula las calles de la Antigua Roma, incluyendo las fuente, estatuas y fachadas. Ofrece un techo pintado como el cielo que pasa las 24 horas encendido. En las fuentes del mall existen realistas estatuas de piedra, que cobran vida y hacen diversos espectáculos durante el día.
El lugar incluye más de 160 tiendas, lujosas boutiques y 13 restaurantes exclusivos. 

## Historia
Se le agregó 16.300 m² de espacio y varias Escaleras mecánicas curvas en el año 2006.
El centro comercial Pier Shops at Caesars en el Caesars Atlantic City, en Atlantic City, Nueva Jersey, fue inaugurado en 2006 inspirándose en The Forum Shops at Caesars.